# Liste der deutschen Botschafter in Russland
Dies ist eine Liste der deutschen Botschafter in Russland und der Sowjetunion. Bis 1917 befand sich die Deutsche Botschaft in Sankt Petersburg, seit 1918 in Moskau.

## Botschafter

### Deutsche Botschafter im Russischen Reich
Deutsche Botschafter im Russischen Reich (bis 1917)

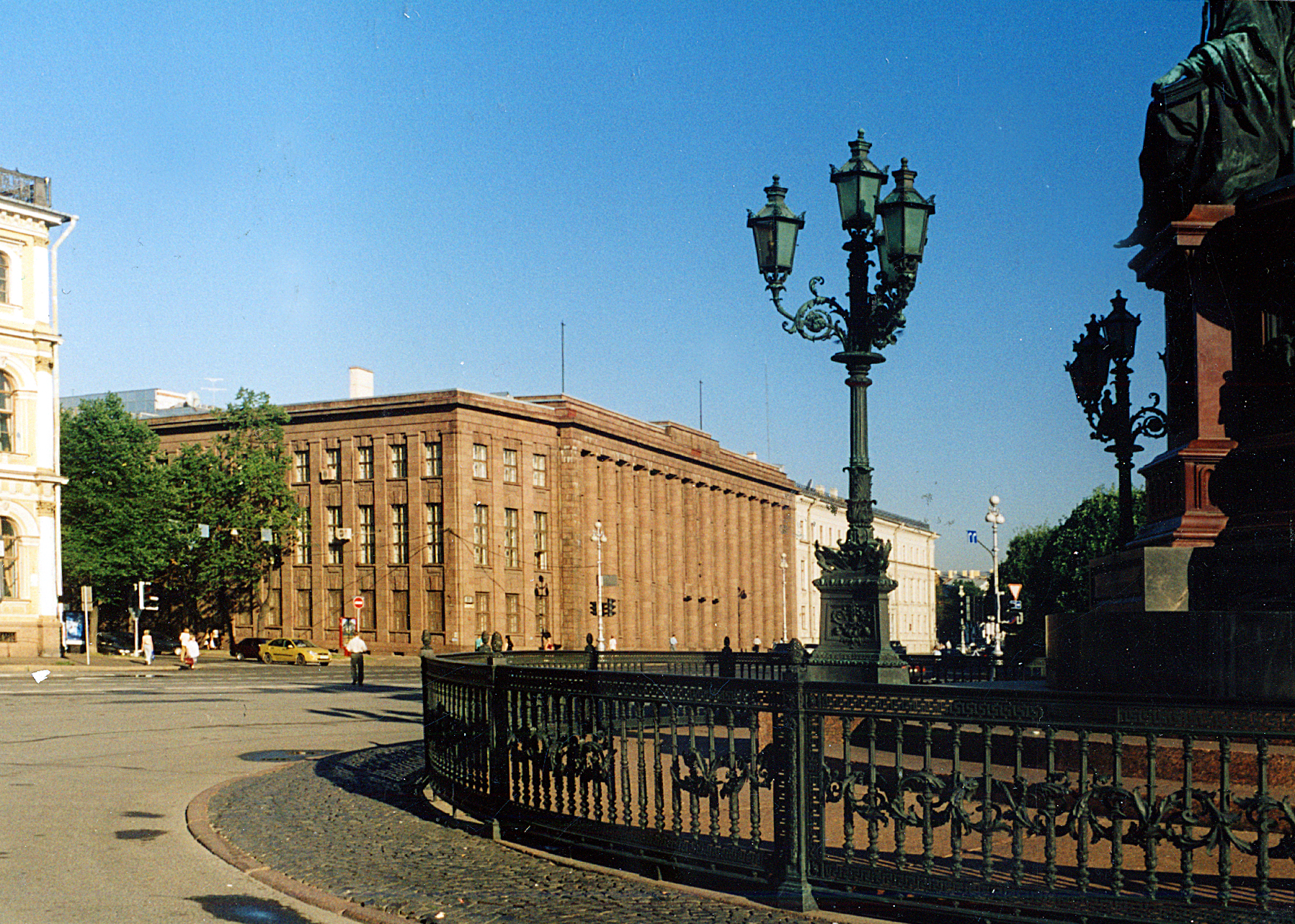
Ehemalige Deutsche Botschaft in Sankt Petersburg (Bildmitte)

| Name                                                        | Bild               | Amtszeit           | Anmerkungen         |
| Norddeutscher Bund                                          | Norddeutscher Bund | Norddeutscher Bund | Norddeutscher Bund  |
| ----------------------------------------------------------- | ------------------ | ------------------ | ------------------- |
| 1868: Aufnahme diplomatischer Beziehungen                   |                    |                    |                     |
| Heinrich VII. Prinz Reuß                                    |                    | 1868–1871          | in Sankt Petersburg |
| / Deutsches Reich                                           |                    |                    |                     |
| Heinrich VII. Prinz Reuß                                    |                    | 1871–1876          | in Sankt Petersburg |
| Hans Lothar von Schweinitz                                  |                    | 1876–1892          | in Sankt Petersburg |
| Bernhard von Werder                                         |                    | 1892–1895          | in Sankt Petersburg |
| Hugo Fürst von Radolin                                      |                    | 1895–1901          | in Sankt Petersburg |
| Friedrich Johann von Alvensleben                            |                    | 1901–1905          |                     |
| Wilhelm von Schoen                                          |                    | 1905–1907          | in Sankt Petersburg |
| Friedrich Pourtalès                                         |                    | 1907–1914          | in Sankt Petersburg |
| 1914: Abbruch der Beziehungen infolge des Ersten Weltkriegs |                    |                    |                     |

### Deutsche Botschafter in der Sowjetunion
Deutsche Botschafter in der Sowjetunion (1918 bis 1991, ab 1956 Botschafter der Bundesrepublik Deutschland).
Botschafter der DDR in der Liste aller DDR-Botschafter.
| Name                                                                                                  | Bild                                 | Amtszeit          | Anmerkungen                                                    |
| / Deutsches Reich                                                                                     | / Deutsches Reich                    | / Deutsches Reich | / Deutsches Reich                                              |
| --- | ------------------------------------ | ----------------- | -------------------------------------------------------------- |
| Wilhelm von Mirbach-Harff                                                                             |                                      | 1918              | Amtszeit: 2. April – 6. Juli; ermordet                         |
| vakant                                                                                                | vakant                               | 1918–1921         | Abbruch der diplomatischen Beziehungen im November 1918        |
| 1921: Wiederaufnahme diplomatischer Beziehungen nach dem Vertrag von Rapallo                          |                                      |                   |                                                                |
| Kurt Wiedenfeld                                                                                       |                                      | 1921–1922         | kommissarisch                                                  |
| Ulrich von Brockdorff-Rantzau                                                                         |                                      | 1922–1928         |                                                                |
| Herbert von Dirksen                                                                                   |                                      | 1928–1933         |                                                                |
| Rudolf Nadolny                                                                                        |                                      | 1933–1934         | Stellte sein Amt im Mai 1934 auf eigenen Wunsch zur Verfügung. |
| Friedrich-Werner Graf von der Schulenburg                                                             | Friedrich Werner von der Schulenburg | 1934–1941         |                                                                |
| 1941: Abbruch der Beziehungen am 22. Juni, Angriff auf die Sowjetunion während des Zweiten Weltkriegs |                                      |                   |                                                                |
| BR Deutschland                                                                                        |                                      |                   |                                                                |
| 1956: Wiederaufnahme diplomatischer Beziehungen am 12. März                                           |                                      |                   |                                                                |
| Wilhelm Haas                                                                                          |                                      | 1956–1958         |                                                                |
| Hans Kroll                                                                                            |                                      | 1958–1962         |                                                                |
| Horst Groepper                                                                                        |                                      | 1962–1966         |                                                                |
| Gebhardt von Walther                                                                                  |                                      | 1966–1968         |                                                                |
| Helmut Allardt                                                                                        |                                      | 1968–1972         |                                                                |
| Ulrich Sahm                                                                                           |                                      | 1972–1977         |                                                                |
| Hans-Georg Wieck                                                                                      |                                      | 1977–1980         |                                                                |
| Andreas Meyer-Landrut                                                                                 |                                      | 1980–1983         |                                                                |
| Hansjörg Kastl                                                                                        |                                      | 1983–1987         |                                                                |
| Andreas Meyer-Landrut                                                                                 |                                      | 1987–1989         |                                                                |
| Klaus Blech                                                                                           |                                      | 1989–1993         |                                                                |

### Deutsche Botschafter in der Russischen Föderation
Deutsche Botschafter in der Russischen Föderation (seit 1991)

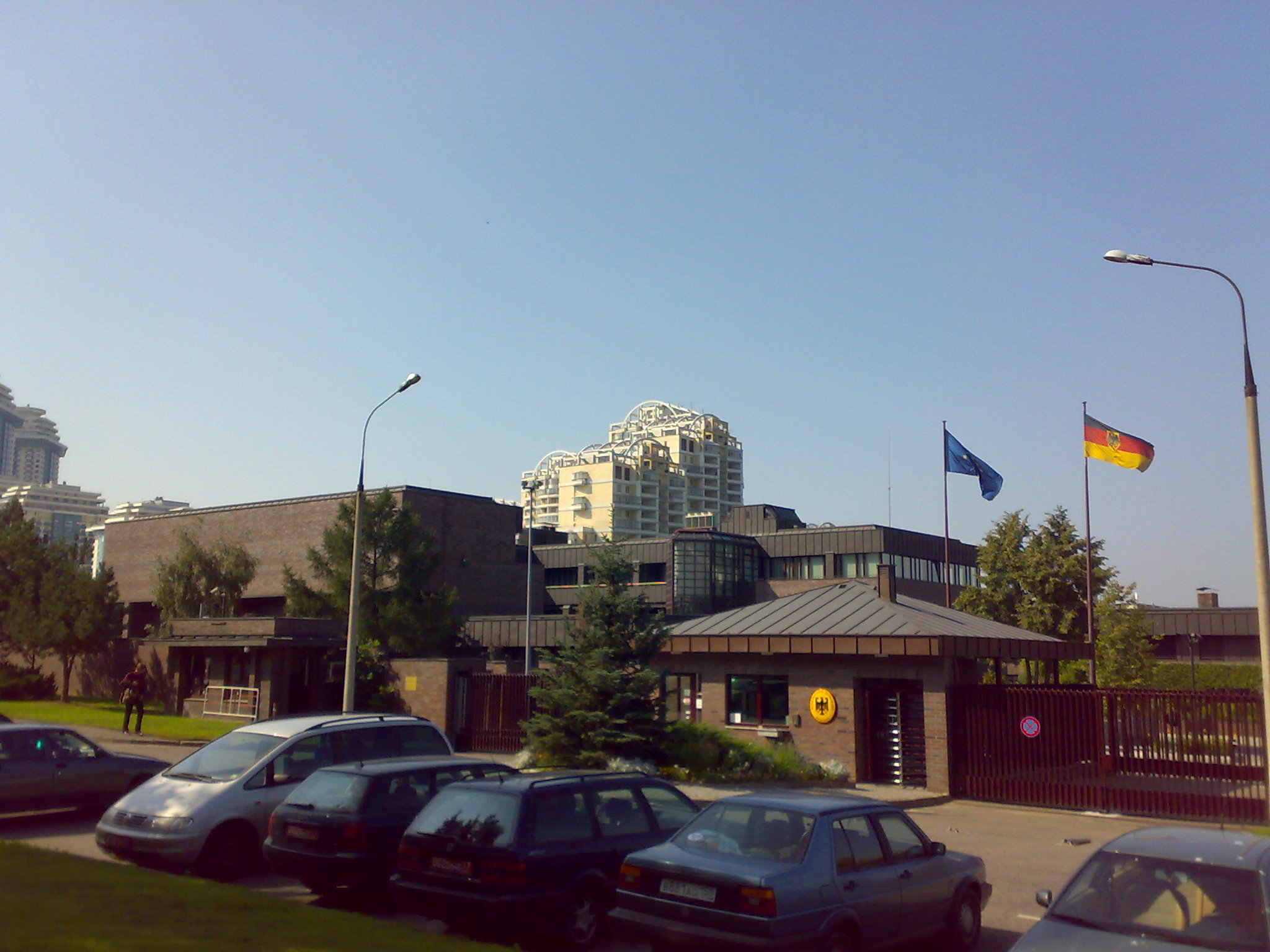
Deutsche Botschaft Moskau (2008)

| Name                         | Bild           | Amtszeit       |
| BR Deutschland               | BR Deutschland | BR Deutschland |
| ---------------------------- | -------------- | -------------- |
| Otto von der Gablentz        |                | 1993–1995      |
| Ernst-Jörg von Studnitz      |                | 1995–2002      |
| Hans-Friedrich von Ploetz    |                | 2002–2005      |
| Walter Jürgen Schmid         |                | 2005–2010      |
| Ulrich Brandenburg           |                | 2010–2013      |
| Rüdiger Freiherr von Fritsch |                | 2014–2019      |
| Géza Andreas von Geyr        |                | 2019–2023      |
| Alexander Graf Lambsdorff    |                | seit 2023      |

## Gesandte deutscher Staaten (vor 1871)

### Badische Gesandte
- 1783–1800: Friedrich Albrecht von Koch (1740–1800), Geschäftsträger

...
- 1818–1819: Friedrich von Blittersdorf (1792–1861)

1819–1850: Unterbrechung der Beziehungen
- 1850–1871: Konstantin von Fehleisen (1804–1870)

### Bayerische Gesandte
Die Bayerische Gesandtschaft bestand aufgrund der Reservatrechte Bayerns bis zum Abbruch der diplomatischen Beziehungen 1914.

### Hannoversche Gesandte
- 1808–1818: unbesetzt
- 1818–1850: Wilhelm von Dörnberg (1768–1850)
- 1851–1857: unbesetzt
- 1857–1865: Georg Herbert zu Münster (1820–1902)
- 1865–1866: Victor von Alten (1817–1891)